# SAZ LE60
SAZ LE60 — полунизкопольный автобус среднего класса, выпускающийся с 2013 года на Самаркандском автозаводе.

## История
Впервые автобус SAZ LE60 был представлен в июле 2009 года. Мировая премьера состоялась в 2012 году на выставке Автотранс-2012, проходившей с 5 по 8 сентября 2012 года в Москве на выставочном центре Крокус Экспо.
С 2013 года на Самаркандском автозаводе автобус SAZ LE60 начал выпускаться серийно. Эти автобусы стали массово эксплуатироваться в Узбекистане и Казахстане. Чуть позже автобусы SAZ LE60 начали поставляться и в России. 
В 2021 году модель SAZ LE60 получила рестайлинговую версию, которая получила сертификат соответствия техническому регламенту ЕАЭС.

## Технические характеристики
Автобус SAZ LE60 вмещает в себя 56 пассажиров, 25 из которых — сидячие, а 31 — стоящие. Напротив второй двери имеется накопительная площадка с креплениями для инвалидных колясок. Также имеются кондиционер, датчики пожарной безопасности, 9 камер видеонаблюдения, 2 валидатора и 9 USB-портов.

## Эксплуатация
С момента серийного производства автобусы SAZ LE60 стали массово эксплуатироваться в Узбекистане и Казахстане. Позже начали поступать и в Россию. Так, 3 автобуса SAZ LE60 начали эксплуатацию в Московской области, а в Ярославль на испытания поступил 1 автобус (позднее он был отправлен в МУП «Сочиавтотранс»). 
Летом 2023 года в Кострому поступило 32 автобуса SAZ LE60. 5 марта 2024 года 20 автобусов SAZ LE60 было презентовано в Самаре на площади Куйбышева. С лета по сентябрь 2024 года в Одинцовском округе один автобус SAZ LE60 находился в тестовой эксплуатации АО «Мострансавто» на маршруте № 139 «Новая Трёхгорка — Москва (м. Филёвский парк)».

## Галерея

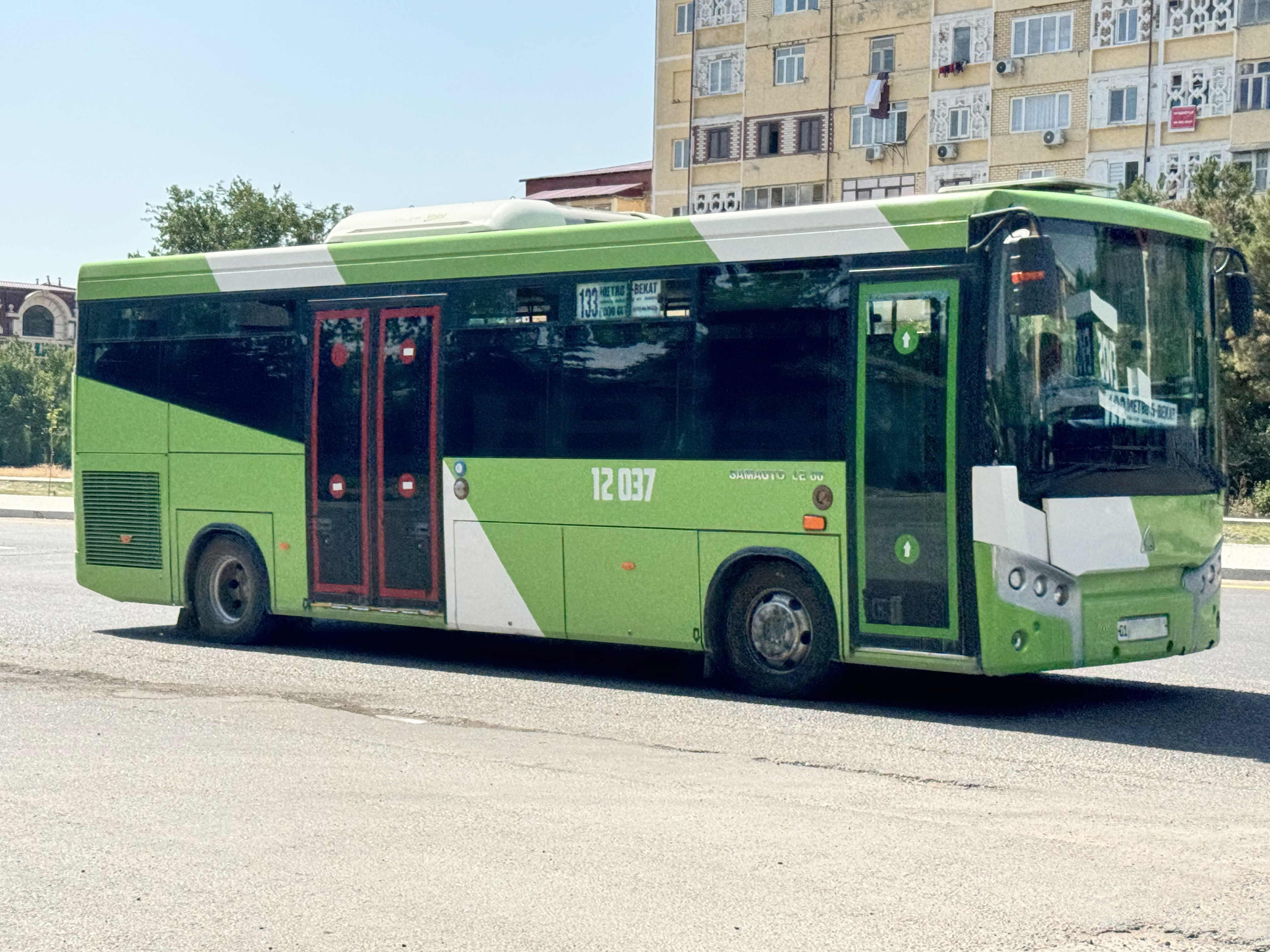
Автобус в Ташкенте в окрасе городского перевозчика
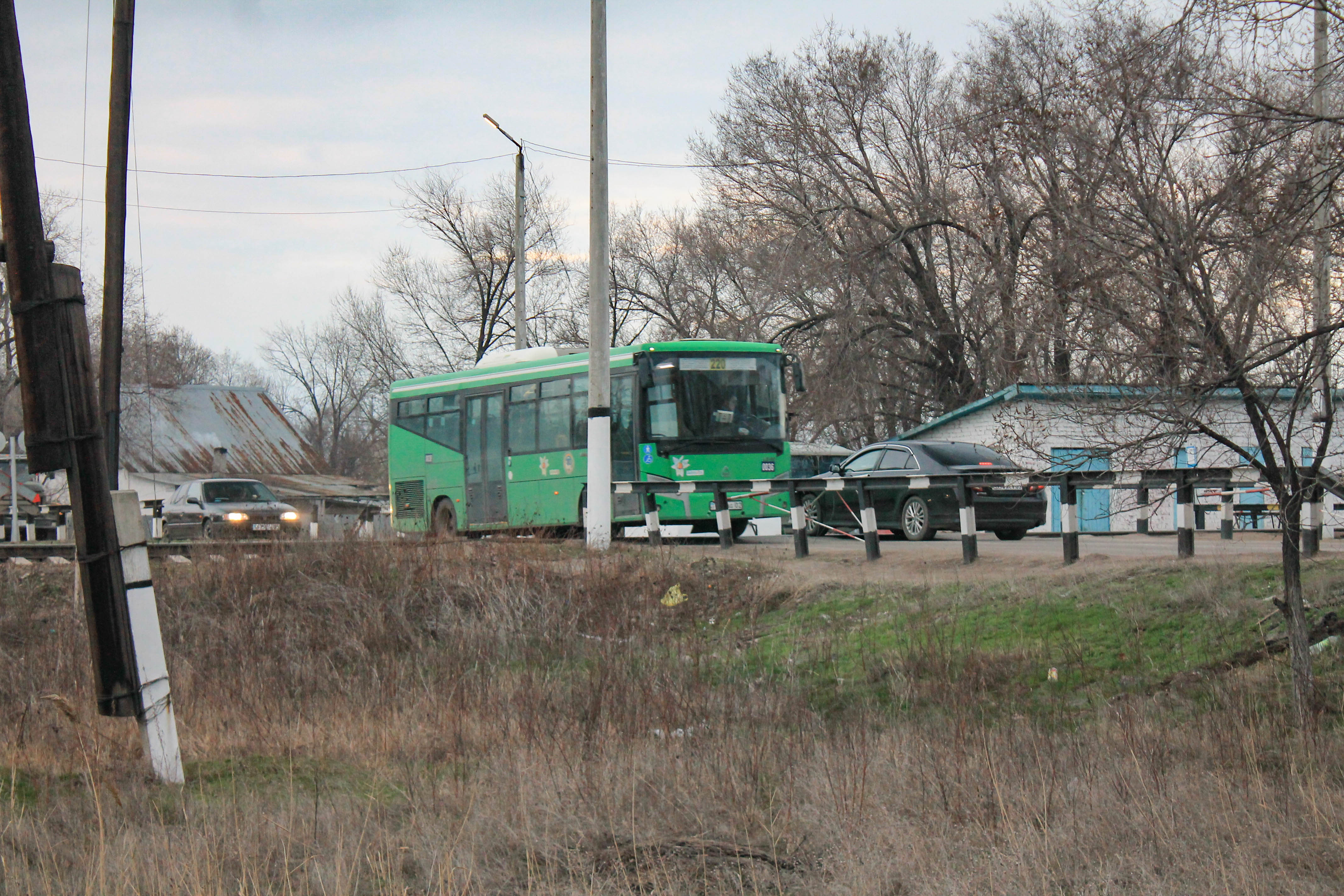
Автобус в казахстанском городе Жетыген
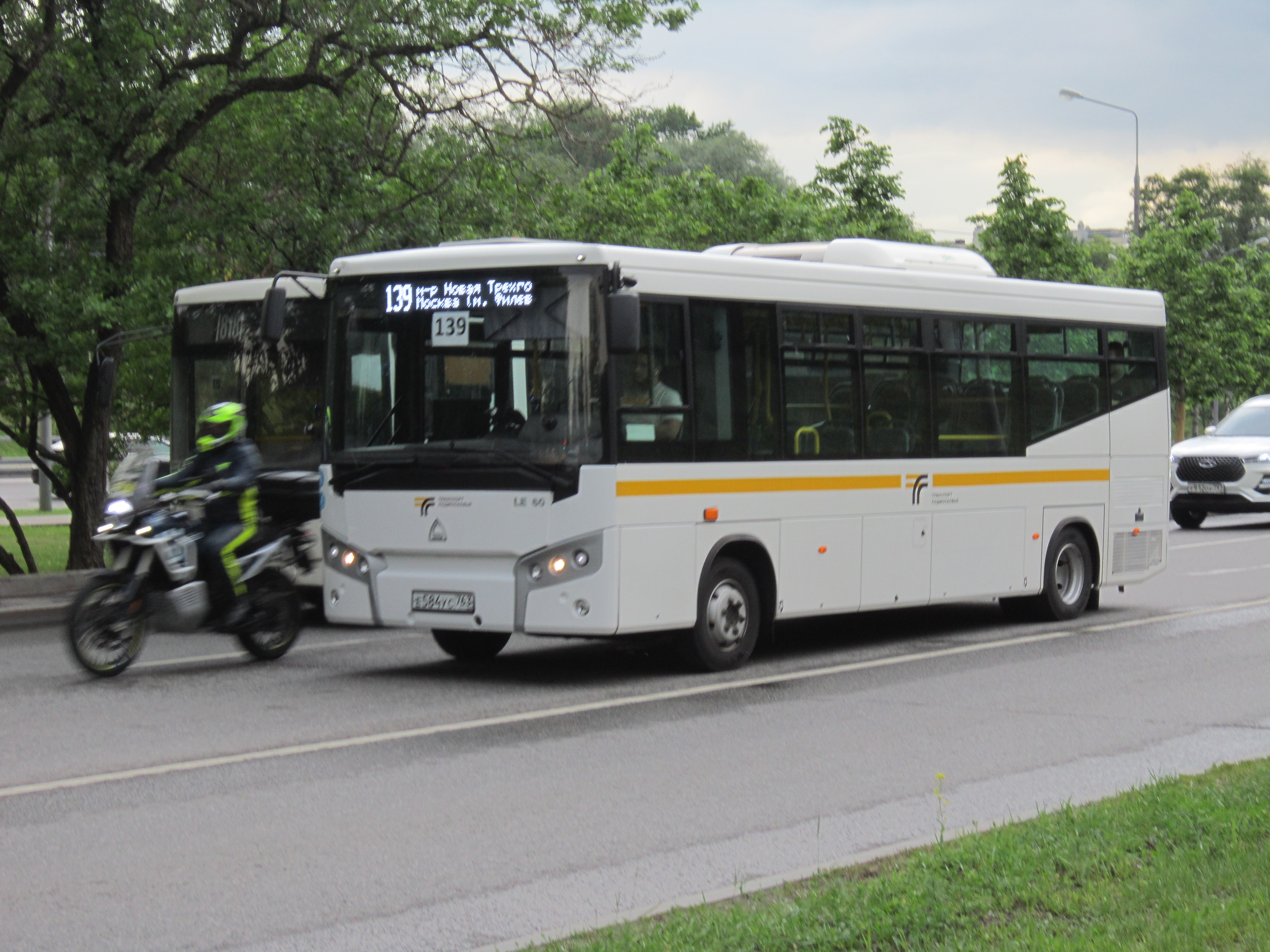
SAZ LE60 МТА на улицах Москвы
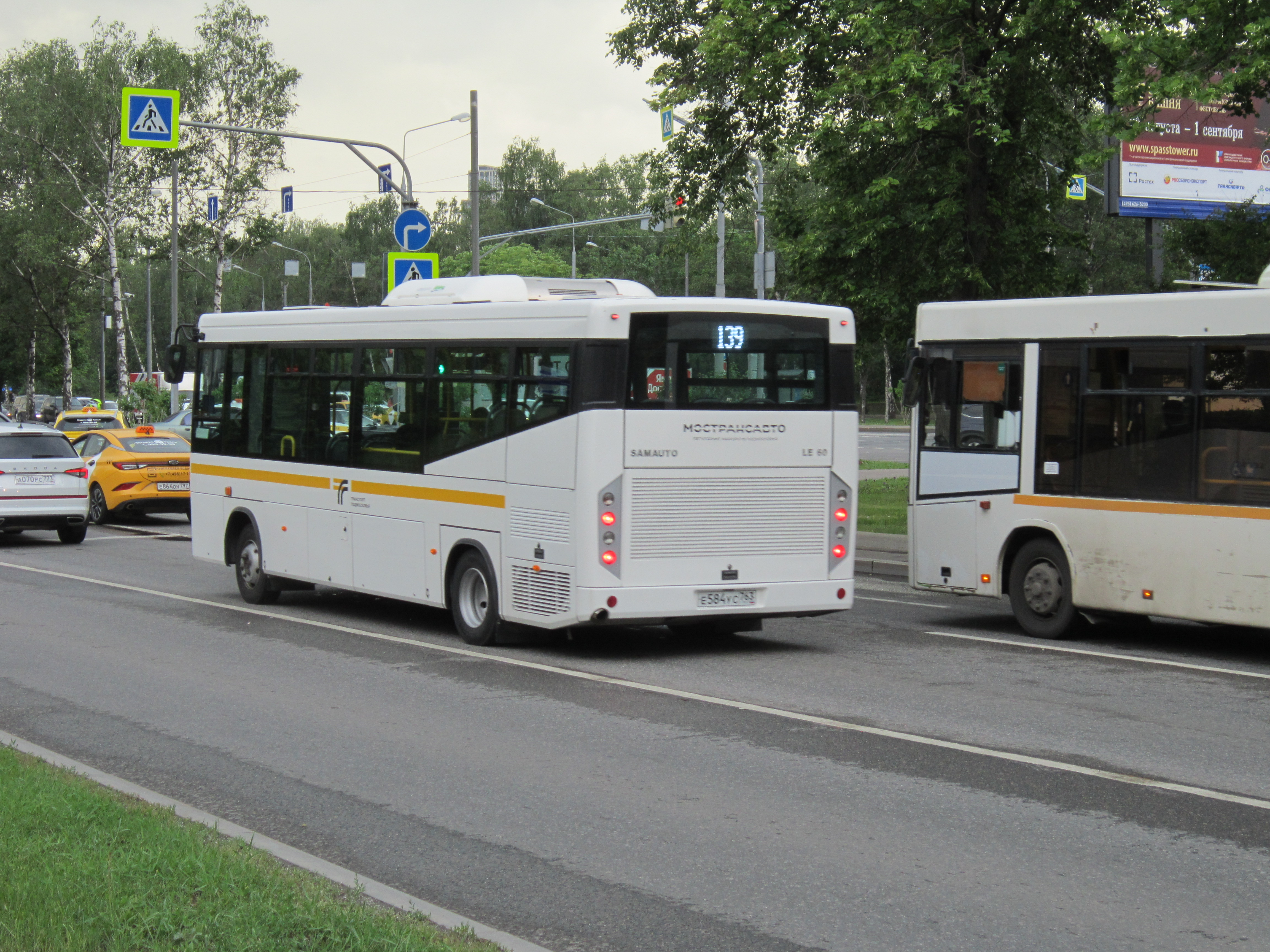
Задняя часть автобуса